# 고기개미
고기개미(Iridomyrmex purpureus)는 개미의 한 종으로 흰발마디개미속에 속한다. 고기개미는 오스트레일리아에서 찾을 수 있다.

## 둥지

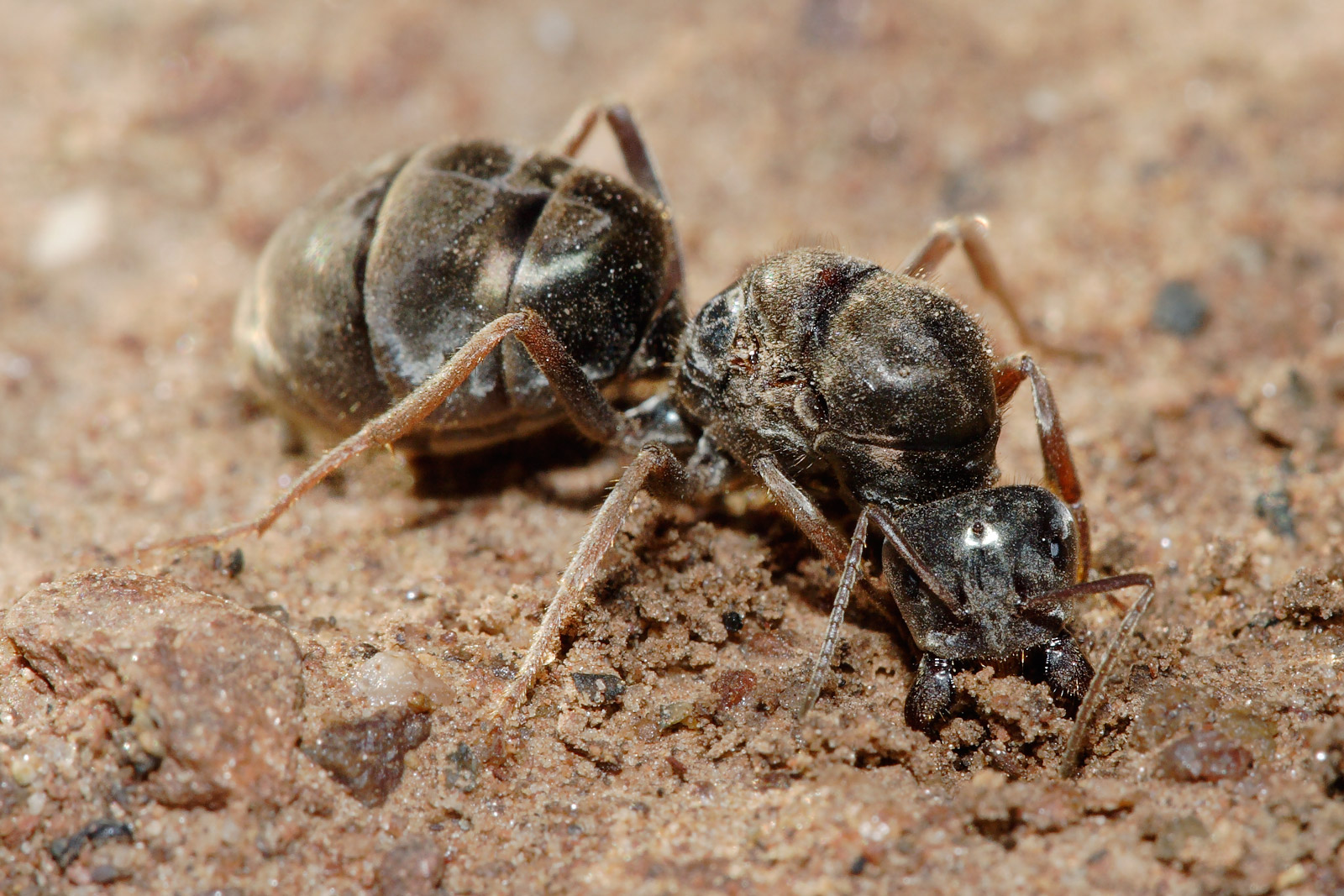
결혼 비행을 끝낸 고기개미의 여왕이 둥지를 뚫는 모습.

고기개미는 지하 둥지에서 살며, 한 둥지에 사는 고기개미 일개미 개체의 수는 64000마리 이하이다. 고기개미는 둥지 끼리 연결하여 마치 한 둥지인 것처럼 연합하는데, 각각의 둥지를 잇는 굴의 길이는 650m에 달한다. 둥지의 입구는 규칙성이 있게 뚫여져 있으며, 각각은 갈라진 통로로 연결되는데, 이 갈라진 통로들은 일반적으로 다른 통로와 만나지 않는다. 인간의 위성 도시와 비슷한 이른바 '위성 둥지'라는 것이 있는데, 이 '위성 둥지'들은 대체로 생색활동이 활발한 여왕개미들이 세우며, '중심 둥지'에서 5~10미터, 많으면 50미터 떨어져 있다. 각 둥지의 부분부분의 이용은 주로 환경적인 요인이 결정하게 된다. 고기개미는 자갈, 모래, 잎의 부서진 조각, 잔가지등 작은 물체로 둥지의 입구를 덮는데, 이렇게 하면 아침에 둥지가 더 빨리 데워지기 때문에 이러한 행동을 보이는 것으로 생각된다.

## 먹이

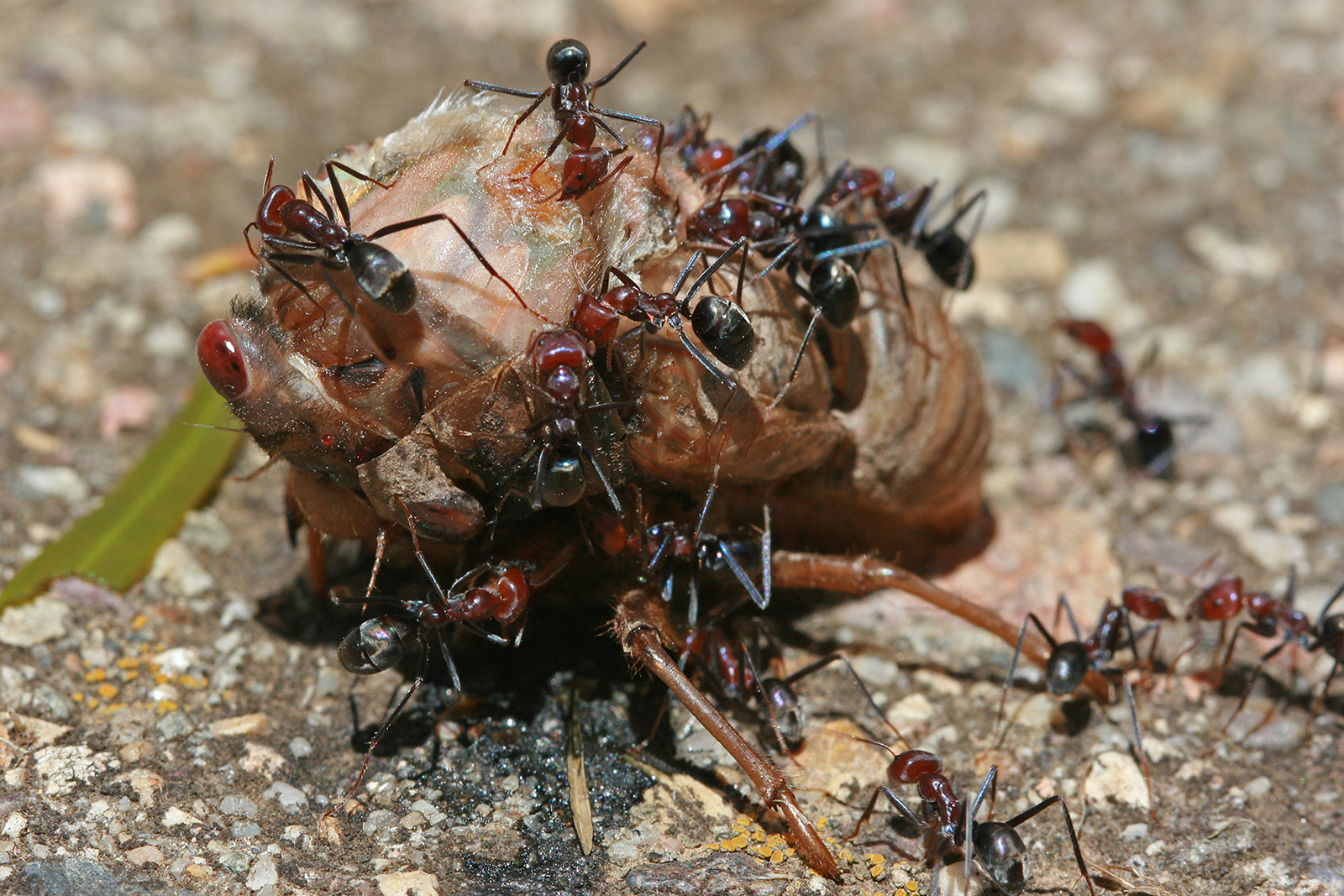
매미를 먹기 위하여 협동하는 고기개미들.

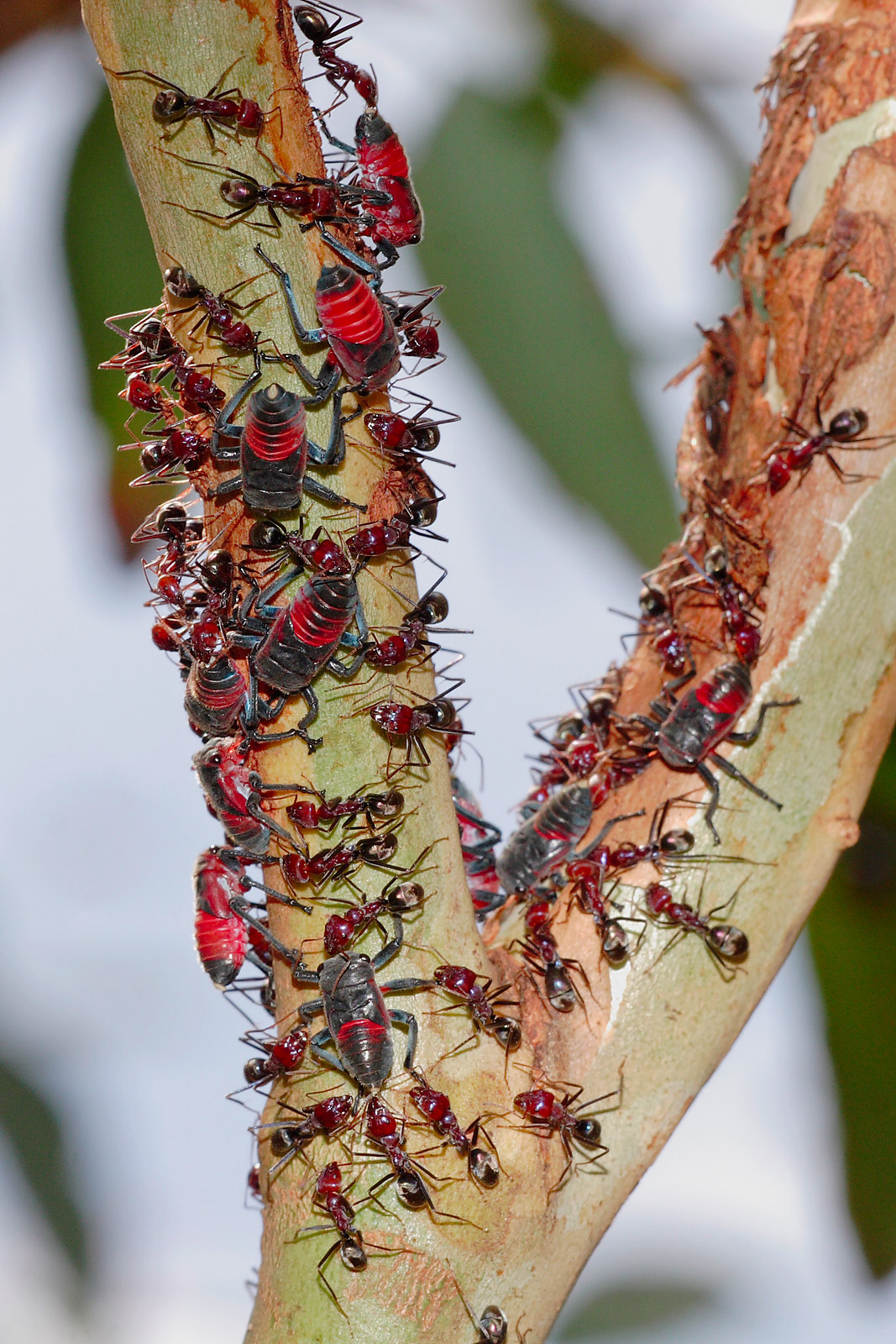
뿔매미들이 단물을 만든다. 이는 고기개미에 의하여 수확되고, 고기개미는 그 대가로 뿔매미를 보호한다.

고기개미는 잡식성이고, 이들은 농부들에게서 이름을 얻었는데, 시체를 먹어치워서 이러한 이름이 붙었다고 한다. 고기개미는 주로 낮에 활동적이므로, 이들의 먹이 수확은 주로 온도에 따라 활동이 달라진다. 예로 더운 날에는 고기개미가 활동을 정지하고 열기를 피한다.
흰발마디개미속에 속하는 다른 종처럼, 이들은 특정 애벌레·나비 등과 상리공생하여 특정 애벌레·나비등이 단물을 제공하면 이들은 그 애벌레·나비 들을 보호한다. 특히, 진딧물같은 곤충에게서 얻은 수액은 고기개미의 주요 먹이이다. 이는 죽은 곤충을 먹는 것으로 보충된다.

## 행동
고기개미의 일개미는 할 일이 태어날 때부터 정해진 것이 아니라, 일개미의 나이에 따라 일이 결정된다. 어린 개미는 알·애벌레등을 돌보는 일에 착수한다. 거기서 조금더 나이를 먹은 일개미는 무리를 이루며 '고정된'먹이를 수확하는데, 예로 죽은 동물이나 진딧물, 뿔매미 같은 곤충의 단물을 수확하는 일 등을 한다. 중간 정도로 나이를 먹은 개미는 무척추동물을 찾아 둥지로 가져오거나 '건축 재료'를 가져오는 일 등을 한다. 가장 나이를 먹은 일개미는 둥지 끼리의 경쟁에 연관이 되어 있다고 한다.
고기개미는 다른 개미의 종과 공격적이고 경쟁적인 관계를 가지며, 이러한 특성으로 인하여 대부분의 오스트레일리아 개미 공동체들에서 우위를 차지한다.